# 埃尔托沃索
埃尔托沃索，是西班牙卡斯蒂利亚-拉曼恰托莱多省的一个市镇。总面积144平方公里，总人口2069人（2001年），人口密度14人/平方公里。